# Sanshou
Sǎndǎ (散打; literalmente "luta livre") ou Sànshǒu (散手; literalmente "mãos livres"), também conhecido como Boxe Chinês ou ainda Kickboxing Chinês, é uma forma chinesa moderna de combate corpo-a-corpo, um sistema de auto-defesa, e um esporte de combate.
O Sanshou surgiu na metade do Século XX como uma forma "modernizada" e padronizada dos estilos tradicionais de Kung Fu, pelo Exército de Libertação Popular. É uma modalidade que se assemelha com o Kickboxing e Muay Thai, com golpes de socos, chutes, joelhadas e cotoveladas, mas também possuí derrubadas, quedas e arremessos, semelhante ao Judô e Wrestling.
É uma das duas modalidades do wushu esportivo reconhecido pela Federação Internacional de Wushu, a outra sendo Taolou.

## Características
O Sǎndǎ possui semelhanças com o  Kickboxing, mas tem como característca principal as quedas e arremessos ao solo.  É um dos componentes dos diversos estilos de Kung Fu, princípio de todas as artes marciais conhecidas de acordo com textos clássicos, principalmente do Shuai Jiao popularmente o Judô chinês que antecede o Jiu-jitsu, normalmente ensinado integrado às diversas formas de wushu. O termo sanda é um dos mais antigos e de uso mais comum, porém, quando o governo chinês formalizou e padronizou as artes marciais, usou oficialmente o termo sanshou para designar este aspecto, posteriormente voltando a usar o termo sanda. Os  treinamentos cardio-vasculares e de resistência muscular nessa modalidade são bastante intensos, às vezes até extremos, possibilitando aos competidores um preparo físico invejável.

## História
Após a guerra da Coreia, onde o Exército de Libertação Popular enfrentou diretamente as tropas americanas, o governo chinês percebeu a necessidade de investir em pesquisa e desenvolvimento visando o melhor treinamento de seu exercito, e incumbiu ao general Peng Dehuai o comando da pesquisa onde além de especialistas em artes marciais de toda China participaram médicos, educadores físicos, e demais pessoas relacionadas a atividades físicas e saúde. O novo sistema deveria observar três critérios:
- Simplicidade;
- Combate direto;
- Efetivo contra oponentes mais fortes.

Quase que paralelamente ao sandá militar se desenvolveu o sandá civil e competições clandestinas que acabavam com sérios danos aos competidores e eram quase que um Vale tudo ao molde dos primeiros Ultimate Fighting Championships.
Como treinamento marcial o sanshou ao longo da história na china recebeu vários nomes como xiangbo, shoubo, chaishou, qiangshou, jiji, e daleitai.
Em 1979, o Comitê Chinês de Esportes Nacionais (CCEN) decidiu que o sanshou estaria ligado ao wushu como esporte de competição. Devido ao espaço de tempo entre seu surgimento e a oficialização pelo governo o sanshou não tinha metodologia de treino, padronização de técnicas e principalmente regras. Até meados dos anos 80 o sanshou como esporte continuou a se desenvolver dentro de colégios e universidades ligadas à educação física, além de experimentação em campeonatos. Em 1982, o CCEN finalmente chegou a uma metodologia de treino e regras para competições que vêm sendo aos poucos modificadas. O primeiro ringue era redondo com nove metros de diametro.

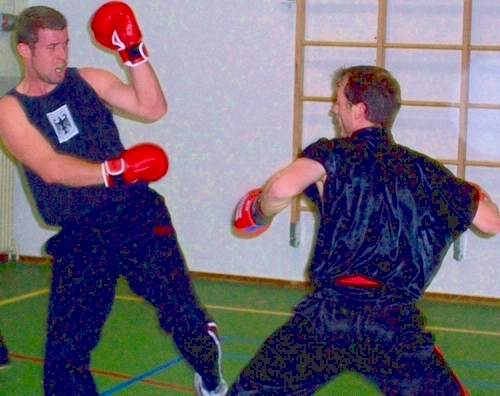
Lutadores Holandeses em uma sessão de sparring de Sanshou.

### O sanshou como esporte de combate
O Sanda está crescendo rapidamente em popularidade. Na atualidade, as competições são levadas em mais de 95 países no mundo inteiro. Existem, duas modalidades de competição para sanshou: a amadora e a profissional.
A Sanda também tem um papel crescente nas Artes marciais mistas, onde cada vez mais lutadores usam a Sanda, servindo como uma alternativa ao kickboxing e Muay thai, já que a Sanda não apenas tem socos e chutes, como derrubadas e jogadas, que não são cobertas pelas outras duas artes marciais.

## Sanshou amador

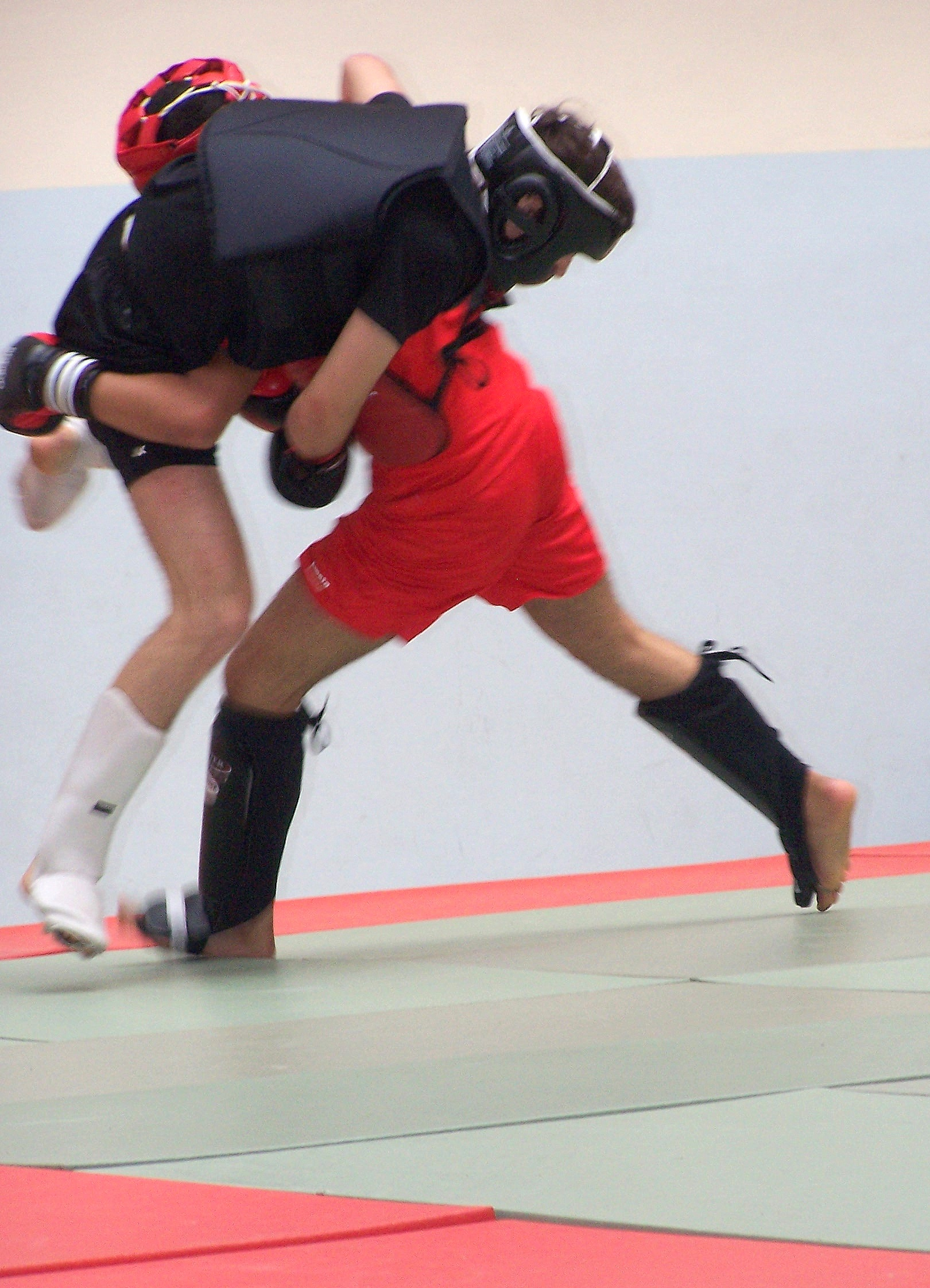
Lutador de Sanda tenta derrubar o oponente

O uso obrigatório de capacete (com grade para os iniciantes), coquilha para os homens (proteção para a genital), luvas (]08 oz para até 70 kg e 10 oz para categorias acima de 70 kg) , protetor bucal e protetor torácico (um tipo de "armadura" do mesmo material da luva, permitindo que o lutador não se machuque gravemente). Na categoria Juvenil e iniciante usam-se protetores para canela e peito do pé.

### Categorias
As categorias são divididas por peso e idade.
- Por idade:
  - Juvenil (15 a 17 anos)
  - Adulto (18 a 35 anos)

- Masculino:
  - Categoria	48 kg		( ≤ 48 kg)
  - Categoria	52 kg		( > 48 kg - ≤ 52 kg)
  - Categoria	56 kg		( > 52 kg - ≤ 56 kg)
  - Categoria	60 kg		( > 56 kg - ≤ 60 kg)
  - Categoria	65 kg		( > 60 kg - ≤ 65 kg)
  - Categoria	70 kg		( > 65 kg - ≤ 70 kg)
  - Categoria	75 kg		( > 70 kg - ≤ 75 kg)
  - Categoria	80 kg		( > 75 kg - ≤ 80 kg)
  - Categoria	85 kg		( > 80 kg - ≤ 85 kg)
  - Categoria	90 kg		( > 85 kg - ≤ 90 kg)
  - Categoria acima de 90 kg	( > 90 kg)

- Feminino:
  - Categoria	48 kg		( < 48 kg)
  - Categoria	52 kg		( > 48 kg - ≤ 52 kg)
  - Categoria	56 kg		( > 52 kg - ≤ 56 kg)
  - Categoria	60 kg		( > 56 kg - ≤ 60 kg)
  - Categoria	65 kg		( > 60 kg - ≤ 65 kg)
  - Categoria	70 kg		( > 65 kg - ≤ 70 kg)
  - Categoria  acima de 70 kg	( > 70 kg)

### Regras
- Em muitos campeonatos é utilizado a contagem de 2 round de dois minutos para adultos e o juvenil é 2 round de dois minutos, descanso entre rounds de 1:00 minuto.

- Golpes nos genitais e nuca não são permitidos  e podem levar com três irregularidades de luta a desclassificação.

- Para os golpes valerem pontos, ele deve fazer o adversário se mexer, levando em consideração a eficiência.

- São válidos socos,chutes e quedas/arremessos.

- Pontuação é feita da seguinte forma: Socos em geral = 1 ponto. Chutes acima da linha cintura = 2 pontos Quedas/arremessos = 2 pontos , se o atleta cair junto = 1 ponto. Saída da plataforma duas vezes a partida acaba.

- O tablado/plataforma oficial é um quadrilátero tablado emborrachado 8 x 8 metros e elevado. As imediações externas da plataforma  são cobertas por folhetos de tatame de borracha.

- Algumas competições permitem o uso de joelhadas, mas não é válido o uso dos cotovelos.